# Diploglossus pleii
Diploglossus pleii là một loài thằn lằn trong họ Anguidae. Loài này được Duméril & Bibron mô tả khoa học đầu tiên năm 1839.